# العلاقات التشيكية الكيريباتية
العلاقات التشيكية الكيريباتية هي العلاقات الثنائية التي تجمع بين التشيك وكيريباتي.

## مقارنة بين البلدين
هذه مقارنة عامة ومرجعية للدولتين:
| وجه المقارنة                                              | التشيك                                                                            | كيريباتي                        |
| --------------------------------------------------------- | --------------------------------------------------------------------------------- | ------------------------------- |
| المساحة (كم2)                                             | 78.87 ألف                                                                         | 811                             |
| عدد السكان (نسمة)                                         | 10.52 مليون                                                                       | 116.40 ألف                      |
| الكثافة السكانية (ن./كم²)                                 | 133.38                                                                            | 14.35 ألف                       |
| العاصمة                                                   | براغ                                                                              | جنوب تاراوا                     |
| اللغة الرسمية                                             | اللغة التشيكية                                                                    | لغة إنجليزية، اللغة الكيريباتية |
| العملة                                                    | كرونة تشيكية، كرونة تشيكوسلوفاكية                                                 | دولار كريباتي، دولار أسترالي    |
| الناتج المحلي الإجمالي (بليون دولار)                      | 215.73 مليار                                                                      | 196.15 مليون                    |
| الناتج المحلي الإجمالي (تعادل القوة الشرائية) بليون دولار | 356.15 مليار                                                                      | 224.26 مليون                    |
| الناتج المحلي الإجمالي الاسمي للفرد دولار أمريكي          | 17.55 ألف                                                                         | 1.42 ألف                        |
| الناتج المحلي الإجمالي للفرد دولار أمريكي                 | 31.19 ألف                                                                         | 1.81 ألف                        |
| مؤشر التنمية البشرية                                      | 0.878                                                                             | 0.590                           |
| رمز المكالمات الدولي                                      | +420                                                                              | +686                            |
| رمز الإنترنت                                              | .cz                                                                               | .ki                             |
| المنطقة الزمنية                                           | ت ع م+01:00، ت ع م+02:00، توقيت وسط أوروبا، توقيت وسط أوروبا الصيفي، أوروبا/براغ ‏ |                                 |

## منظمات دولية مشتركة
يشترك البلدان في عضوية مجموعة من المنظمات الدولية، منها:
| علم المنظمة | اسم المنظمة                   | تاريخ انضمام التشيك | تاريخ انضمام كيريباتي |
| ----------- | ----------------------------- | ------------------- | --------------------- |
|             | مؤسسة التنمية الدولية         | 1993                | 2 أكتوبر 1986         |
|             | مؤسسة التمويل الدولية         | 1993                | 2 أكتوبر 1986         |
|             | منظمة حظر الأسلحة الكيميائية  | ?                   | ?                     |
|             | الأمم المتحدة                 | 19 يناير 1993       | 14 سبتمبر 1999        |
|             | الاتحاد الدولي للاتصالات      | 1993                | 3 نوفمبر 1986         |
|             | البنك الدولي للإنشاء والتعمير | 1993                | 29 سبتمبر 1986        |
|             | الاتحاد البريدي العالمي       | ?                   | ?                     |
|             | يونسكو                        | 22 فبراير 1993      | 24 أكتوبر 1989        |

## وصلات خارجية
- موقع وزارة الخارجية التشيكية